# Deq
Deq (en kurdo: deq, دەق) o xal (en kurdo: xał, خاڵ) son los tatuajes tradicionales y únicos de los kurdos. El deq es más común entre las mujeres kurdas, pero también se observa entre los hombres. Sin embargo, la práctica del deq se ha vuelto menos común debido a la influencia del Islam y se ha sustituido por el henna. A diferencia de la henna, el deq no es temporal. Se ha intentado revitalizar el uso del deq como forma de reafirmar la identidad kurda. El deq también es practicado por los yazidíes en mayor grado.

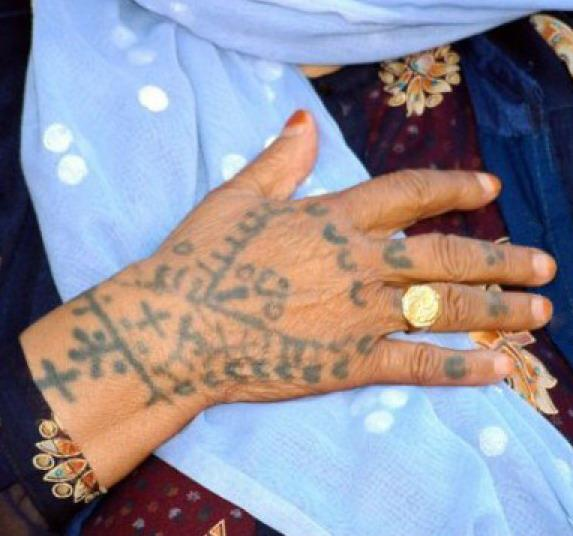
Tatuaje tradicional kurdo o deq en una mano femenina.

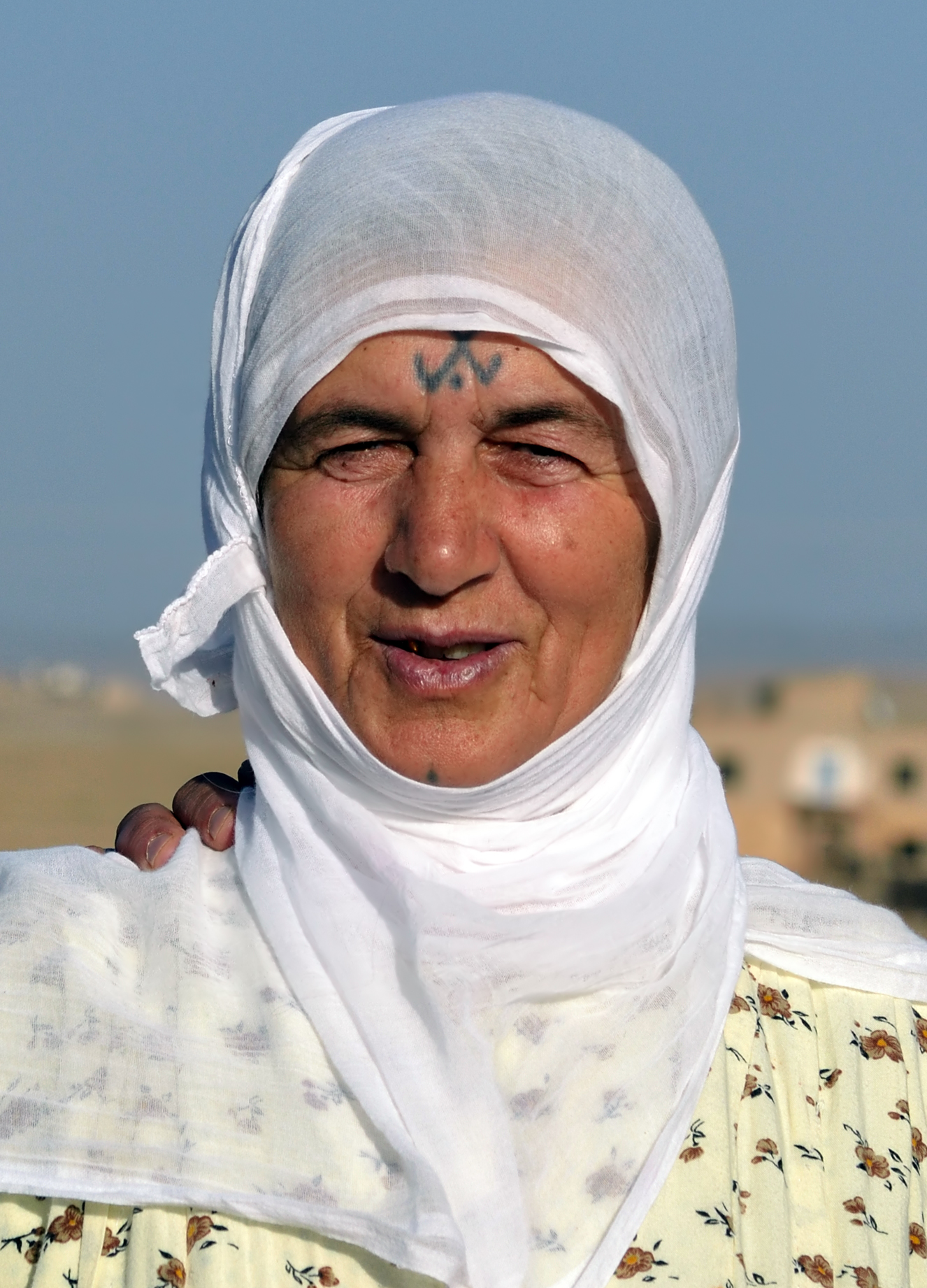
Mujer kurda con un dibujo deq en la cara, Savur.

## Historia
Los orígenes del deq son desconocidos.
A principios del siglo VI, Aecio de Amida escribió sobre el deq y su preparación que publicó en su obra Medicae Artis Principes. En esta obra, explicó que el material del deq se preparaba machacando y mezclando madera de pino (preferentemente su corteza), algo de óxido de bronce, goma y aceite de los árboles. Además de esta mezcla, el bronce corroído también se mezclaba con vinagre para crear una segunda mezcla. A continuación, se mezclan el zumo de puerro y el agua. El lugar para el tatuaje se limpia con esta mezcla de jugo de puerro, se dibuja un diseño mediante una perforación y la mezcla combinada se pone en la piel.
Jacques de Morgan también observó el tatuaje de las mujeres kurdas en 1895, y mencionó que las mujeres mayores eran las que más tatuajes tenían y que a veces se tatuaban todo el cuerpo. Cuando los hombres se tatuaban, lo hacían predominantemente en las manos y rara vez en la cara. Henry Field también observó este fenómeno cuando visitó las provincias de Kurdistán y Kermanshah en Irán en la década de 1950.

## Significado y uso
La práctica de los deq es anterior al Islam y está asociada a las tradiciones locales. Pueden tener diferentes significados dependiendo de su ubicación, entre ellos el de mero adorno, el de protección espiritual y el de afiliación tribal. En las mujeres, suelen encontrarse en la cara, el cuello, los pies, las manos y, en menor medida, en los pechos y cerca de los genitales. Se cree que el deq facial aleja a los espíritus malignos y proporciona buena salud y fertilidad. Hay reglas para el uso del deq y las mujeres divorciadas o que han dado a luz a niños que han muerto siendo fetos no pueden ser tatuadas.
Al entintar a las mujeres, el tatuador dibuja primero el diseño en la piel con una aguja sumergida en tinta y pinchada en la piel. La tinta se hace con leche (normalmente leche materna) y los diseños suelen ser líneas, estrellas, esvásticas, soles, semicírculos, rectángulos, diamantes y cruces. Son los círculos los que se asocian especialmente con la fertilidad, mientras que se cree que las cruces ahuyentan los malos espíritus y los diamantes aportan fuerza. El deq puede verse como un diario para la mujer particular.
Los hombres suelen tatuarse las manos, las piernas, el cuello, el pecho y la cara (Son habituales los tatuajes en la sien). Las principales significaciones entre los hombres son medicinales y de protección.
En el pasado, era posible identificar la afiliación tribal de un kurdo por su deq.

## Patrones entre los yazidíes
Los patrones entre los yazidíes incluyen una peineta, una cruz, una gacela, un animal llamado daqqayeh, una pata de ganga, una luna (tanto llena como creciente), una muñeca, un husillo, una 'v' invertida llamada res daqq y un dimlich (figura que parece una bolsa con dos cuerdas).